# Золотоворотский сквер
Золотоворотский сквер (укр. Золотоворітський сквер) — сквер и ботанический памятник природы местного значения, расположенный на территории Шевченковского района Киева (Украина). Создан 20 марта 1972 года. Площадь — 0,57 га. Землепользователь — коммунальное предприятие по содержанию зелёных насаждений в Шевченковском районе.

## Описание
Сквер был создан во 2-й половине XIX века вокруг Золотых ворот — памятника оборонного зодчества Древнерусского государства периода правления князя Ярослава Мудрого, от которых и произошло название. Ботанический памятник природы местного значения был создан решением Киевского горисполкома № 363 20 марта 1972 года. В 1982 году был открыт построенный над развалинами ворот павильон-музей.
Золотоворотский сквер ограничен четырьмя улицами: Владимирской, Ярославов Вал, Лысенко и Золотоворотским проездом. Расположен в непосредственной близости от выхода станции метро   Золотые ворота. Сейчас часть сквера ближе к Владимирской улице занята летней площадкой кафе, обустроенной вокруг фонтана. Дорожки сквера, вымощенные брусчаткой, с лавочками, расположены ближе к улице Лысенко.

## Достопримечательности

### Памятник Ярославу Мудрому
В 1997 году в сквере у Золотых ворот по эскизу скульптора Ивана Кавалеридзе был создан и установлен памятник великому киевскому князю первой половины XI в. Ярославу Мудрому. Князь держит в руках макет Софийского собора, а его взгляд обращен в сторону, где собор построен.

### Памятник коту Пантелеймону
Не менее известным является памятник коту, также установленный в Золотоворотском сквере, у входа в ресторан. Бытует такая легенда, что в этом ресторане однажды жил персидский кот Пантелеймон, подаренный гостями. Он был очень умный и весёлый, постоянно развлекал посетителей, но, к сожалению, погиб во время пожара. Деньги собирали всем миром, и памятник всё-таки установили.

### Фонтан
В 1899—1901 гг. один из заводов города начал выпуск красивых чугунных фонтанов в виде чаши цветка со львиными мордами. Всего их было шесть. Первый такой фонтан был установлен в сквере у Золотых ворот, где стоит и по сей день. Второй достался Мариинскому парку. Следующие были установлены на площади И. Франко, на улице О. Гончара, у Николаевского костёла и на Владимирской улице.
Если внимательно присмотреться к львиным мордам на всех этих фонтанах, то можно обнаружить сходство с одним лицом, причём человеческим. В связи с этим, есть одна легенда. На заводе, где производились фонтаны, работал мастером один очень грубый, злой и нехороший человек. Все литейщики втайне его ненавидели и называли Фараоном. И вот однажды, когда он куда-то уехал, они внесли в уже готовые формы некоторые изменения, в результате чего вместо морд античного льва на всех фонтанах вскоре красовалась злобная гримаса мастера. Когда же Фараон вернулся, фонтаны уже вовсю работали. Он был зол, ходил по всевозможным инстанциям с требованием демонтировать фонтаны и прекратить этот беспредел, однако его требования не были приняты во внимание. С тех пор прошло более ста лет, имя того самого Фараона давно стёрлось из памяти людей, но его лицо на фонтанах осталось. А фонтан у Золотых ворот даже признан памятником архитектуры и искусства.

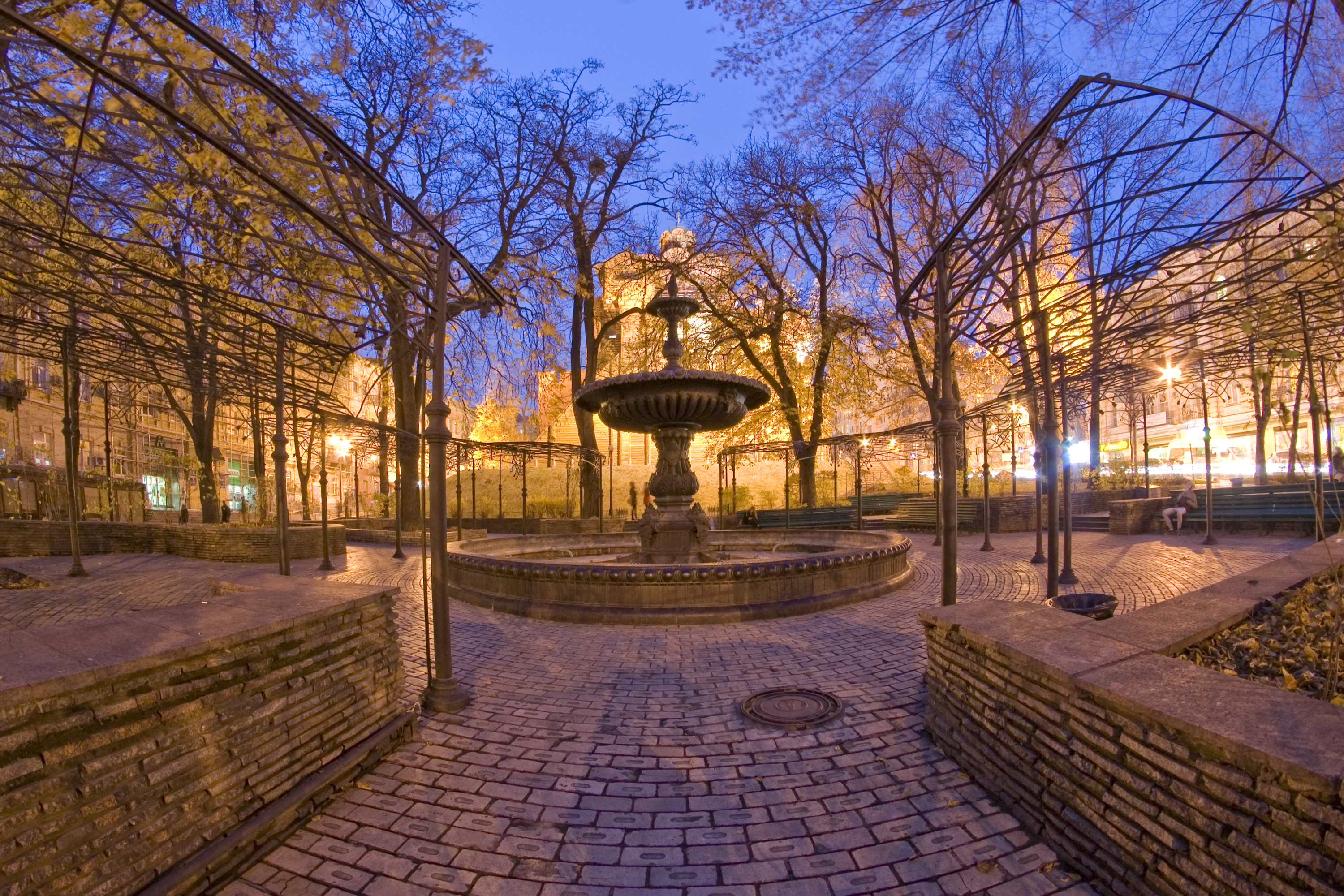
Фонтан
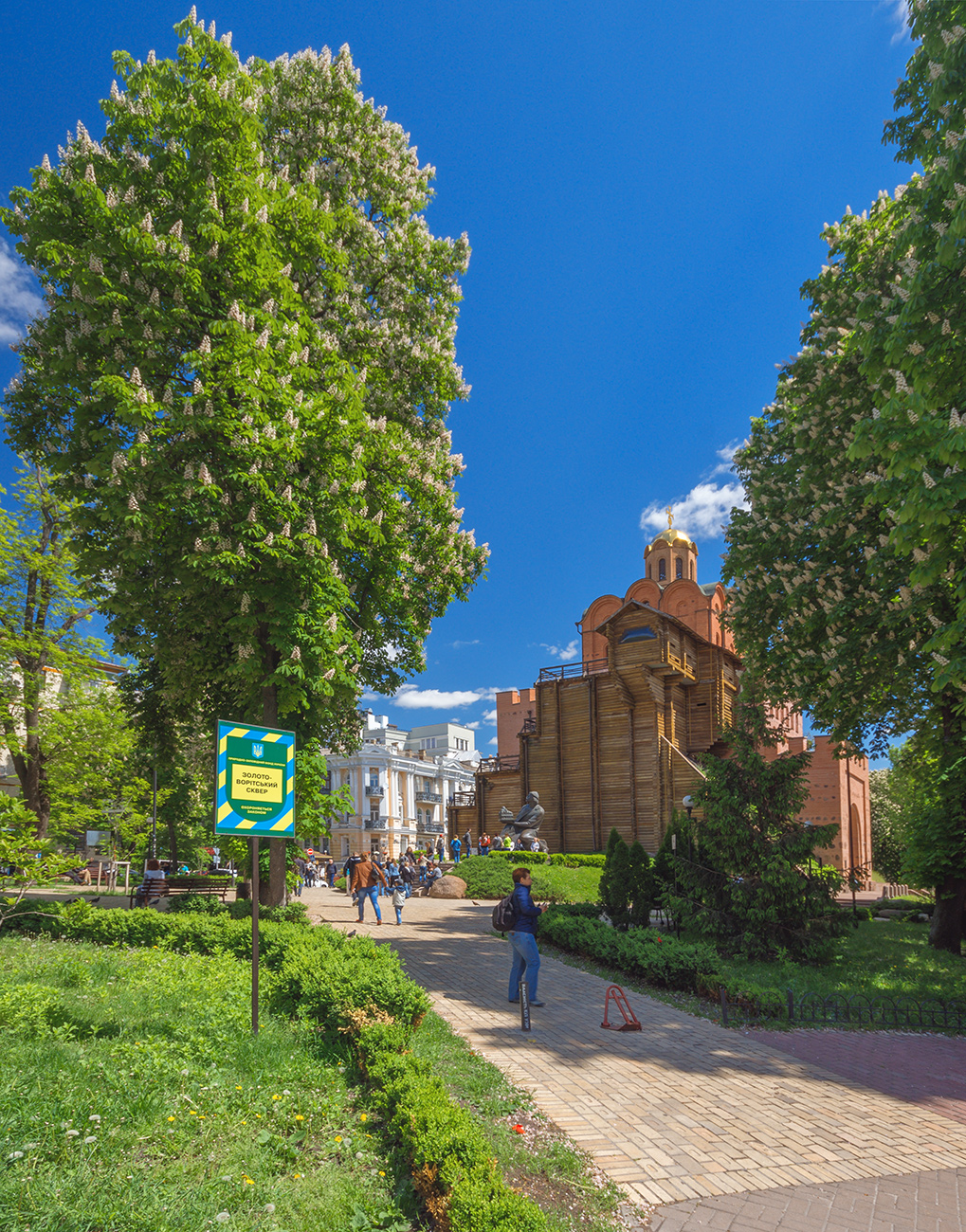
Летний вид